# Кербаш
Кербаш — река в России, протекает в Шарьинском районе Костромской области. Устье реки находится в 6,1 км по левому берегу реки Большой Утрас. Длина реки составляет 26 км, площадь водосборного бассейна 96 км².
Исток реки находится лесах в 29 км к юго-западу от Шарьи. Река течёт на восток по лесному массиву, крупных притоков нет. Впадает в Большой Утрас около упразднённого посёлка Кербаш.

## Данные водного реестра
По данным государственного водного реестра России относится к Верхневолжскому бассейновому округу, водохозяйственный участок реки — Ветлуга от истока до города Ветлуга, речной подбассейн реки — Волга от впадения Оки до Куйбышевского водохранилища (без бассейна Суры). Речной бассейн реки — (Верхняя) Волга до Куйбышевского водохранилища (без бассейна Оки).
По данным геоинформационной системы водохозяйственного районирования территории РФ, подготовленной Федеральным агентством водных ресурсов:
- Код водного объекта в государственном водном реестре — 08010400112110000041868
- Код по гидрологической изученности (ГИ) — 110004186
- Код бассейна — 08.01.04.001
- Номер тома по ГИ — 10
- Выпуск по ГИ — 0